# Elecciones estatales de Baja California de 1959
Las elecciones estatales de Baja California de 1959 fueron las terceras elecciones realizadas tras convertirse en Estado libre y soberano, y las segundas para elegir gobernador constitucional. La jornada se desarrolló el domingo 6 de septiembre de 1959, y en ellas se renovaron los cargos de elección popular en Baja California :
- Gobernador de Baja California. Titular del Poder Ejecutivo del estado, electo para un periodo de seis años no reelegibles en ningún caso.
- 4 Ayuntamientos. Formados por un Presidente Municipal, delegados y regidores, electo para un período inmediato de 3 años no reelegibles para un período inmediato.
- Diputados al Congreso. Electos de Mayoría Relativa de cada uno de los Distritos Electorales.

Esta elección es recordada por el evidente fraude electoral en contra del candidato panista Salvador Rosas Magallón para favorecer al candidato del gobierno priísta Eligio Esquivel.

## Elecciones

### Municipales

#### Ensenada
| Ayuntamiento de Ensenada | Ayuntamiento de Ensenada | Ayuntamiento de Ensenada | Ayuntamiento de Ensenada             |       |            |
| Candidato                | Candidato                | Candidato                | Partido/Coalición                    | Votos | Porcentaje |
| ------------------------ | ------------------------ | ------------------------ | ------------------------------------ | ----- | ---------- |
| Antonio Jiménez González |                          | Antonio Jiménez González | Partido Acción Nacional              | —     | —          |
| Elpidio Berlanga de León |                          | Elpidio Berlanga de León | Partido Revolucionario Institucional | —     | —          |
| Total de votos válidos   | Total de votos válidos   | Total de votos válidos   | Total de votos válidos               |       | —          |

#### Mexicali
| Ayuntamiento de Mexicali | Ayuntamiento de Mexicali | Ayuntamiento de Mexicali | Ayuntamiento de Mexicali             |       |            |
| Candidato                | Candidato                | Candidato                | Partido/Coalición                    | Votos | Porcentaje |
| ------------------------ | ------------------------ | ------------------------ | ------------------------------------ | ----- | ---------- |
| Samuel Matínez Guerrero  |                          | Samuel Matínez Guerrero  | Partido Acción Nacional              | —     | —          |
| Joaquín Ramírez Arballo  |                          | Joaquín Ramírez Arballo  | Partido Revolucionario Institucional | —     | —          |
| Total de votos válidos   | Total de votos válidos   | Total de votos válidos   | Total de votos válidos               |       | —          |

#### Tecate
| Ayuntamiento de Tecate  | Ayuntamiento de Tecate | Ayuntamiento de Tecate  | Ayuntamiento de Tecate               |       |            |
| Candidato               | Candidato              | Candidato               | Partido/Coalición                    | Votos | Porcentaje |
| ----------------------- | ---------------------- | ----------------------- | ------------------------------------ | ----- | ---------- |
| Francisco Torres Cortez |                        | Francisco Torres Cortez | Partido Acción Nacional              | —     | —          |
| Oscar Baylón Chacón     |                        | Oscar Baylón Chacón     | Partido Revolucionario Institucional | —     | —          |
| Total de votos válidos  | Total de votos válidos | Total de votos válidos  | Total de votos válidos               |       | —          |

#### Tijuana
| Ayuntamiento de Tijuana  | Ayuntamiento de Tijuana | Ayuntamiento de Tijuana  | Ayuntamiento de Tijuana              |       |            |
| Candidato                | Candidato               | Candidato                | Partido/Coalición                    | Votos | Porcentaje |
| ------------------------ | ----------------------- | ------------------------ | ------------------------------------ | ----- | ---------- |
| Zeferino Sánchez Hidalgo |                         | Zeferino Sánchez Hidalgo | Partido Acción Nacional              | —     | —          |
| Xicoténcatl Leyva Alemán |                         | Xicoténcatl Leyva Alemán | Partido Revolucionario Institucional | —     | —          |
| Total de votos válidos   | Total de votos válidos  | Total de votos válidos   | Total de votos válidos               |       | —          |

### Legislativas

#### Distrito 1
| Congreso del Estado de Baja California | Congreso del Estado de Baja California | Congreso del Estado de Baja California | Congreso del Estado de Baja California |       |            |
| Candidato                              | Candidato                              | Candidato                              | Partido/Coalición                      | Votos | Porcentaje |
| -------------------------------------- | -------------------------------------- | -------------------------------------- | -------------------------------------- | ----- | ---------- |
| Isidro Miranda Araujo                  |                                        | Isidro Miranda Araujo                  | Partido Acción Nacional                | —     | —          |
| Alfredo J. Aldrete Peláez              |                                        | Alfredo J. Aldrete Peláez              | Partido Revolucionario Institucional   | —     | —          |
| Luis Arriaga Gutiérrez                 |                                        | Luis Arriaga Gutiérrez                 | Partido Popular                        | —     | —          |
| Total de votos válidos                 | Total de votos válidos                 | Total de votos válidos                 | Total de votos válidos                 |       | —          |

#### Distrito 2
| Congreso del Estado de Baja California | Congreso del Estado de Baja California | Congreso del Estado de Baja California | Congreso del Estado de Baja California |       |            |
| Candidato                              | Candidato                              | Candidato                              | Partido/Coalición                      | Votos | Porcentaje |
| -------------------------------------- | -------------------------------------- | -------------------------------------- | -------------------------------------- | ----- | ---------- |
| Carlos Martínez Díaz                   |                                        | Carlos Martínez Díaz                   | Partido Acción Nacional                | —     | —          |
| José Rosario Cital Valdez              |                                        | José Rosario Cital Valdez              | Partido Revolucionario Institucional   | —     | —          |
| José Herrera Barajas                   |                                        | José Herrera Barajas                   | Partido Popular                        | —     | —          |
| Total de votos válidos                 | Total de votos válidos                 | Total de votos válidos                 | Total de votos válidos                 |       | —          |

#### Distrito 3
| Congreso del Estado de Baja California | Congreso del Estado de Baja California | Congreso del Estado de Baja California | Congreso del Estado de Baja California |       |            |
| Candidato                              | Candidato                              | Candidato                              | Partido/Coalición                      | Votos | Porcentaje |
| -------------------------------------- | -------------------------------------- | -------------------------------------- | -------------------------------------- | ----- | ---------- |
| Horacio Contreras Nogales              |                                        | Horacio Contreras Nogales              | Partido Acción Nacional                | —     | —          |
| Francisco Díaz Echerivel               |                                        | Francisco Díaz Echerivel               | Partido Revolucionario Institucional   | —     | —          |
| Florencio Sandoval Mejía               |                                        | Florencio Sandoval Mejía               | Partido Popular                        | —     | —          |
| Total de votos válidos                 | Total de votos válidos                 | Total de votos válidos                 | Total de votos válidos                 |       | —          |

#### Distrito 4
| Congreso del Estado de Baja California | Congreso del Estado de Baja California | Congreso del Estado de Baja California | Congreso del Estado de Baja California |       |            |
| Candidato                              | Candidato                              | Candidato                              | Partido/Coalición                      | Votos | Porcentaje |
| -------------------------------------- | -------------------------------------- | -------------------------------------- | -------------------------------------- | ----- | ---------- |
| Eleuterio Flores Cabrera               |                                        | Eleuterio Flores Cabrera               | Partido Acción Nacional                | —     | —          |
| Francisco Aguilar Espinoza             |                                        | Francisco Aguilar Espinoza             | Partido Revolucionario Institucional   | —     | —          |
| Pedro Estrada Aranda                   |                                        | Pedro Estrada Aranda                   | Partido Popular                        | —     | —          |
| Total de votos válidos                 | Total de votos válidos                 | Total de votos válidos                 | Total de votos válidos                 |       | —          |

#### Distrito 5
| Congreso del Estado de Baja California | Congreso del Estado de Baja California | Congreso del Estado de Baja California | Congreso del Estado de Baja California |       |            |
| Candidato                              | Candidato                              | Candidato                              | Partido/Coalición                      | Votos | Porcentaje |
| -------------------------------------- | -------------------------------------- | -------------------------------------- | -------------------------------------- | ----- | ---------- |
| Domingo Ibarra Bobadilla               |                                        | Domingo Ibarra Bobadilla               | Partido Acción Nacional                | —     | —          |
| Ignacio Corona Ruesga                  |                                        | Ignacio Corona Ruesga                  | Partido Revolucionario Institucional   | —     | —          |
| Total de votos válidos                 | Total de votos válidos                 | Total de votos válidos                 | Total de votos válidos                 |       | —          |

#### Distrito 6
| Congreso del Estado de Baja California | Congreso del Estado de Baja California | Congreso del Estado de Baja California | Congreso del Estado de Baja California |       |            |
| Candidato                              | Candidato                              | Candidato                              | Partido/Coalición                      | Votos | Porcentaje |
| -------------------------------------- | -------------------------------------- | -------------------------------------- | -------------------------------------- | ----- | ---------- |
| Raúl Escoto de León                    |                                        | Raúl Escoto de León                    | Partido Acción Nacional                | —     | —          |
| Ángel Vázquez Barbosa                  |                                        | Ángel Vázquez Barbosa                  | Partido Revolucionario Institucional   | —     | —          |
| Total de votos válidos                 | Total de votos válidos                 | Total de votos válidos                 | Total de votos válidos                 |       | —          |

#### Distrito 7
| Congreso del Estado de Baja California | Congreso del Estado de Baja California | Congreso del Estado de Baja California | Congreso del Estado de Baja California |       |            |
| Candidato                              | Candidato                              | Candidato                              | Partido/Coalición                      | Votos | Porcentaje |
| -------------------------------------- | -------------------------------------- | -------------------------------------- | -------------------------------------- | ----- | ---------- |
| José León Toscano                      |                                        | José León Toscano                      | Partido Acción Nacional                | —     | —          |
| Víctor Manuel López Meza               |                                        | Víctor Manuel López Meza               | Partido Revolucionario Institucional   | —     | —          |
| María Luisa Crespo Sánchez             |                                        | María Luisa Crespo Sánchez             | Partido Popular                        | —     | —          |
| Total de votos válidos                 | Total de votos válidos                 | Total de votos válidos                 | Total de votos válidos                 |       | —          |

## Resultados electorales

### Gobernador
| Partido | Partido                              | Candidato                    |
| ------- | ------------------------------------ | ---------------------------- |
|         | Partido Revolucionario Institucional | Eligio Esquivel Méndez Hecho |
|         | Partido Acción Nacional              | Salvador Rosas Magallón      |

### Ayuntamientos
| Ayuntamiento | Alcalde electo           | Partido |
| ------------ | ------------------------ | ------- |
| Mexicali     | Joaquín Ramírez Arballo  |         |
| Tijuana      | Xicoténcatl Leyva Alemán |         |
| Ensenada     | Elpidio Berlanga de León |         |
| Tecate       | Oscar Baylón Chacón      |         |

### Congreso local
| Partido | Partido | Partido                              | Diputados        | Diputados |  |
| Partido | Partido | Partido                              | Mayoría relativa | Total     |  |
|         |         | Partido Revolucionario Institucional | 7                | 7/7       |  |
| Total   | Total   | Total                                | 7                | 7         |  |

| Distrito | Diputado                                                   | Partido | Partido                              |
| -------- | ---------------------------------------------------------- | ------- | ------------------------------------ |
| I        | Alfredo Aldrete Peláez                                     |         | Partido Revolucionario Institucional |
| II       | J. Rosario Cital Valdez                                    |         | Partido Revolucionario Institucional |
| III      | Francisco Díaz Echerivel                                   |         | Partido Revolucionario Institucional |
| IV       | Francisco Aguilar Espinosa                                 |         | Partido Revolucionario Institucional |
| V        | Ignacio Corona Ruesga                                      |         | Partido Revolucionario Institucional |
| VI       | Ángel Vázquez Barbosa † Francisco Sánchez Silva (Suplente) |         | Partido Revolucionario Institucional |
| VII      | Víctor Manuel López Meza                                   |         | Partido Revolucionario Institucional |

## Controversias
En Tijuana, el día de las elecciones fue aprehendido y encarcelado el candidato del Partido Acción Nacional, Zeferino Sánchez Hidalgo; la detención fue realizada por el teniente coronel Alfonso Ballesteros. Posteriormente, fue consignado a un juez del fuero común bajo el delito de disolución social. No solo él, sino otros candidatos fueron perseguidos políticos, buscando asilo en San Ysidro, California.